# American Jewish Historical Society
La Société de l'histoire juive américaine ou American Jewish Historical Society (AJHS) est une organisation américaine fondée en 1892 ayant pour mission de favoriser la connaissance et la diffusion de l'histoire juive américaine et de servir de ressource scientifique nationale pour la recherche par la collecte, la préservation et la diffusion de documents relatifs à l'histoire juive américaine , , ,.

## Histoire
L'American Jewish Historical Society est la plus ancienne organisation historique ethnique des États-Unis. Le Center for Jewish History de Manhattan  héberge les collections, une bibliothèque spécialisée, des archives, des photographies et des collections d'art et d'artefacts qui documentent l'histoire juive américaine.
La société a des bureaux administratifs à New York, et à Boston. Elle remplie une fonction publique d'éducation et d'interprétation en publiant un journal, un bulletin, des monographies et des ouvrages de référence sur l'histoire des juifs aux Etats-Unis  .
En 2007, il faisait partie des 530 institutions artistiques et de services sociaux de la ville de New York à recevoir une partie d'une subvention de 20 millions de dollars de la Carnegie Corporation, rendue possible grâce à un don du maire de New York, Michael Bloomberg.

## Anciens présidents
- 1892–1898: Oscar S. Straus
- 1899–1921: Cyrus Adler
- 1921–1948: A.S.W. Rosenbach
- 1948–1952: Lee M. Friedman
- 1952–1954: Salo W. Baron
- 1954–1955: David de Sola Pool
- 1955–1958: Jacob Rader Marcus
- 1958–1961: Bertram W. Korn
- 1961–1964: Abram Kanof, MD
- 1964–1967: Leon J. Obermayer[7]
- 1967–1969: Philip D. Sang
- 1969–1972: Abram Vossen Goodman
- 1972–1975: Abraham J. Karp
- 1975–1976: Maurice Jacobs
- 1976–1979: David R. Pokross
- 1979–1982: Saul Viener
- 1982–1985: Ruth B. Fein
- 1985–1988: Morris Soble
- 1988–1990: Phil David Fine
- 1990–1993: Ronald C. Curhan
- 1993–1998: Justin Wyner
- 1998–2003: Kenneth J. Bialkin
- 2003–2007: Sidney Lapidus
- 2007–2010: Daniel R. Kaplan
- 2011–2014: Paul B. Warhit
- 2014–Present: Bernard J. Michael

## Publications
La Société publie des livres, un programme de généalogie, des programmes de visites de musées, des supports éducatifs scolaires et d'autres supports d'activités éducatives en rapport avec leurs missions.
L'American Jewish Historical Society publie également les documents suivants :
- Heritage, une newsletter bi-annuelle [8]
- American Jewish History [9]
- Jews in Sports Online [10]

## Collections
L'American Jewish Historical Society possède quelque 40 millions d'objets dans ses archives, des manuscrits, des documents imprimés, des photographies, des fichiers audio, des films, du matériel numérique et des objets divers. Les éléments les plus importants de la collection sont des centaines de manuscrits et documents historiques produits par des juifs américains.
Par exemple ; les documents du Conseil de la Fédérations juive et du Welfare Funds, du Synagogue Council of America, de  l'American Jewish Congress, de l'American Jewish Committee et de l'Hebrew Benevolent Society, ainsi que des articles de la HIAS (anciennement la Hebrew Immigrant Aid Society) sur la période 1954 à 2000 ; United Jewish Appeal-Federation of New York et des organisations qui l'ont précédée pour la période 1909 à 2004 ; et du mouvement juif soviétique américain.
La Société détient le manuscrit original de « The New Colossus » d' Emma Lazarus, ainsi que les tout premiers documents juifs américains, tel le manuel de grammaire hébraïque de Judah Monis (1735), le premier siddour américain pour les fêtes juives imprimé en anglais. (1761), et le premier livre de prières hébreu-anglais publié aux États-Unis (1826).
La Société détient également les documents d'archive des American Jewish Patriots of the American Revolution, dont le contrat de mariage de Haym Salomon (1777).
En 1951 N. Taylor Phillips (en), un des fondateurs de L'American Jewish Historical Society, lui leg les portraits de la famille Franks, célèbre famille juive du New-York coloniale, parmi les portraits celui d'Abigail Franks, fameuse épistolière. Les portraits sont actuellement conservés au Crystal Bridges Museum of American Art à Bentonville, Arkansas.
La base de données gérée par la société, la Loeb Portrait Database of American Jewish Portraits est une base de données de plus de 400 portraits de Juifs américains d'avant 1865.
La Société gère également le Temple de la renommée juive-américaine, fondé en 1969 au Judah L. Magnes Museum de Berkeley, en Californie, et devenu une partie de l'American Jewish Historical Society en 2001.